# مسرح البولشوي

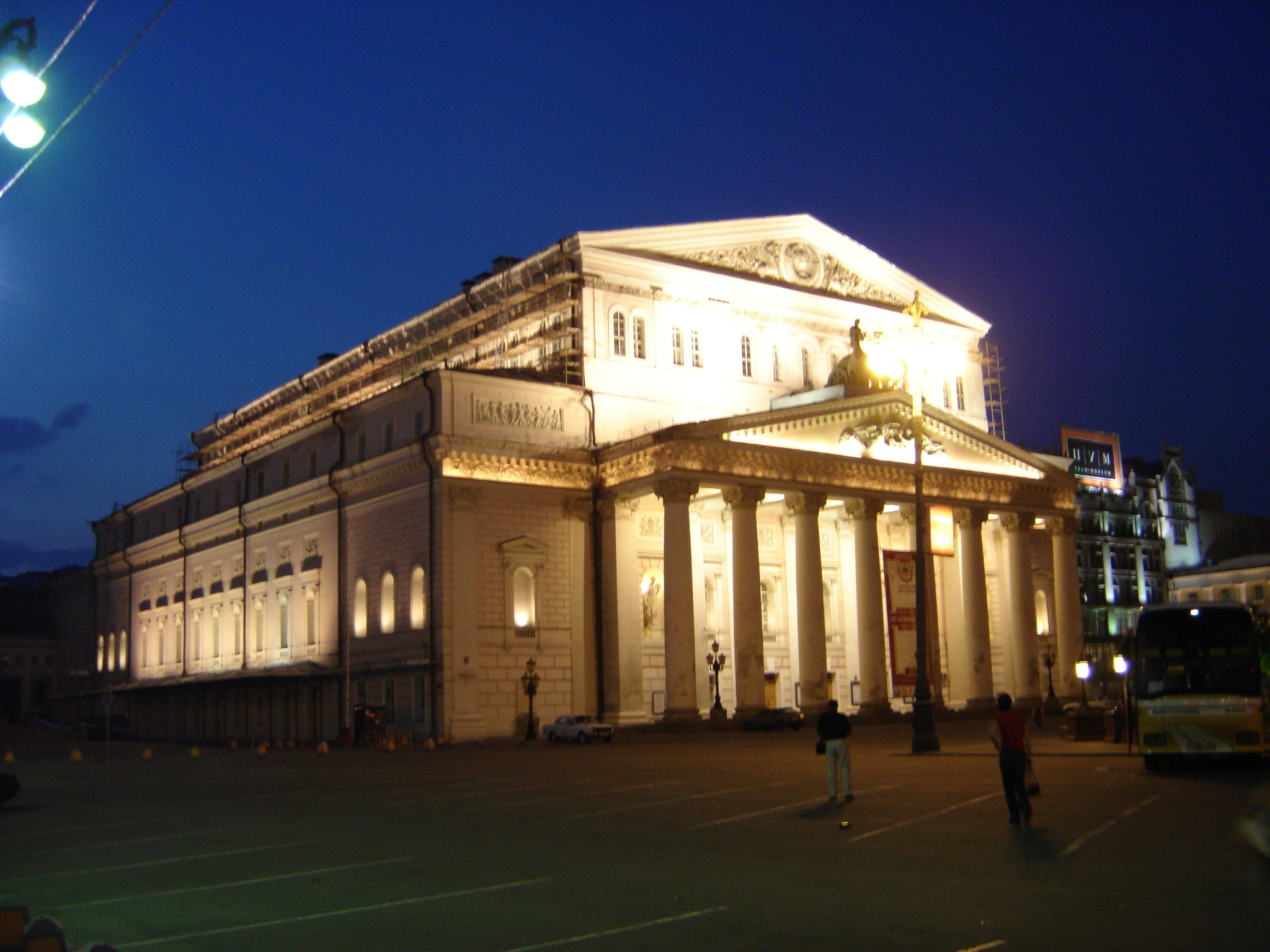
مسرح البولشوي خلال الليل

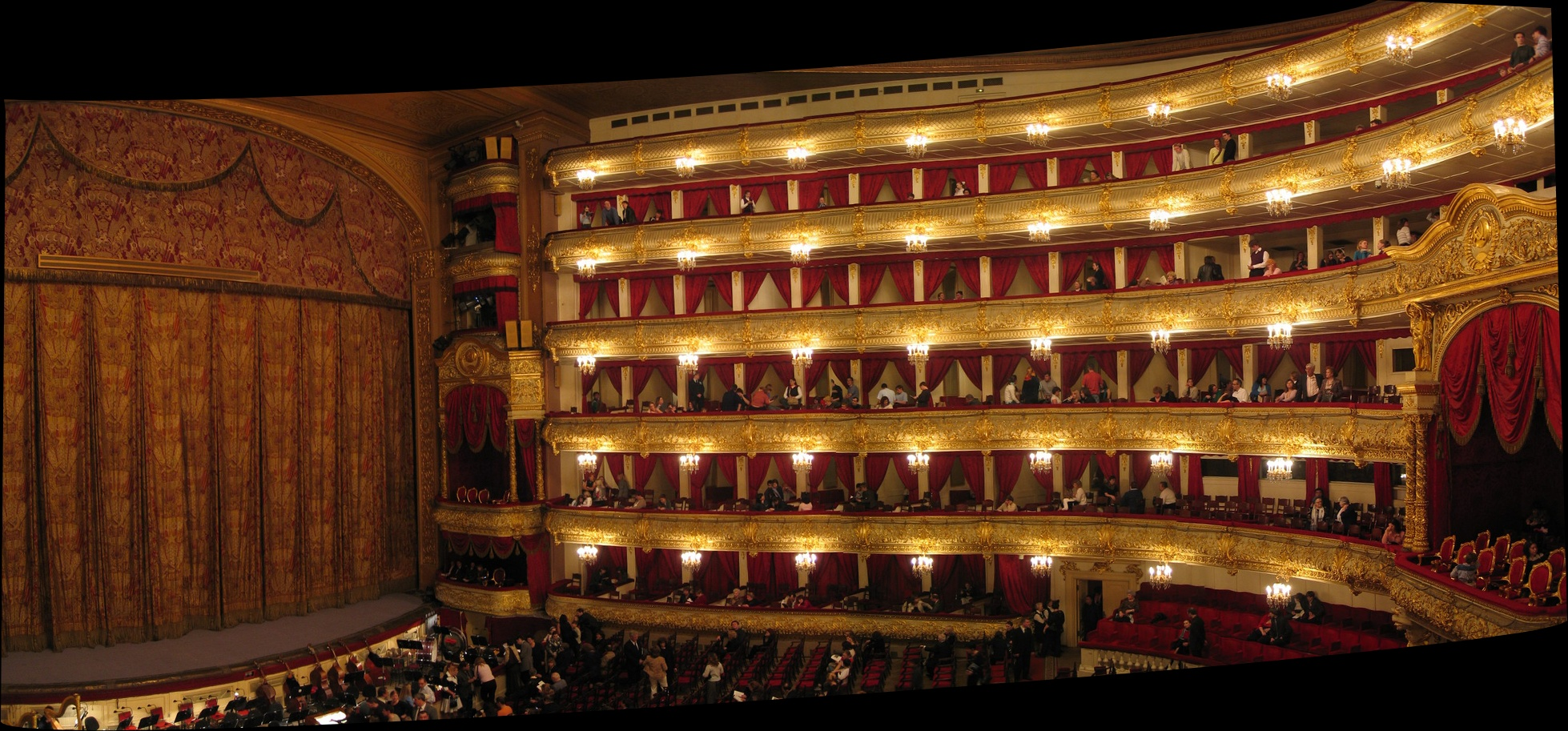
داخل المسرح

مسرح البولشوي (Большой Театр (تنطق: بالْشويْ تَاْتِر) وتعني: المسرح الكبير) هو مسرح ورمز تاريخي من رموز الثقافة والفن بمدينة موسكو الروسية، ويقع بالقرب من الكرملين وتقدم عليه العروض المسرحية والأوبرا والرقص.

## تاريخ
- وقع تأسيس فرقة البولشوي عام 1776 من قبل بيتر أوروسوف (Peter Ouroussov ) وميخائيل مدوكس (Mikhail Medoks). وكانت العروض في البداية تقدم في أماكن خاصة، وفي عام 1780 تحصلت الفرقة على مسرح بتروفسكي الذي أتى عليه حرق عام 1805، فابتني في محله المسرح الحالي وهو من تخطيط المهندس المعماري جوزيف بوفي (Joseph Beauvais) الذي ابتنى قبل ذلك المسرح الصغير المسمى بالروسية مسرح مالي (Maly ).
- وبالفعل وقع تدشين مسرح البولشوي في 18 جانفي 1825، وكان في البداية يقتصر على العروض الروسية، ثم وقع تطعيمه بعروض أجنبية.أغلق في عام 2005 للقيام بعملية صيانة وترميم وتم إعادة افتتاحة للجمهور في أكتوبر 2011. وقد بلغت كلفة عملية التجديد الشاملة من الداخل والخارج نحو 700 مليون دولار أمريكي. هذا وقد أثارت التكاليف الباهظة لعمليات التجديد الجدل داخل المجتمع الروسي
- يعتبر مسرح ماريلنسكي الذي كان يسمى كيروف منافسا عنيدا لمسرح البولشوي.

## وصلة خارجية
- (بالروسية) (بالإنجليزية) الموقع الرسمي لمسرح البولشوي
- مسرح البولشوي يتحلى بواجهة جديدة روسيا اليوم العربية.